# Хан Канг
Хан Канг (на корейски: 한강Хангъл, Han KangХанча) е южнокорейска поетеса и писателка, авторка на произведения в жанрове драма, лирика и мемоари, носителка на наградата „Букър“ зa 2016 г. През 2024 г. получава Нобелова награда за литература.

## Биография и творчество
Родена е в Куанджу, Южна Корея на 27 ноември 1970 г. Дъщеря е на писателя Хан Сеунг-уон. Брат ѝ Хан Донг Рим също е писател. На 10-годишна възраст се мести в квартал Суюри на Сеул. Следва корейска филология в университета Йонсей.
Прави своя литературен дебют с 5 стихотворения, публикувани през зимата на 1993 г. в тримесечното списание „Литература и общество“. През следващата година дебютира в художествената литература с разказа „Алената котва“, който печели Пролетния литературен конкурс на вестник „Seoul Shinmun“.
Първата ѝ книга е сборникът „여수의 사랑“ (Любовта на Йосу), издаден през 1995 г. След нея напуска работата си и се посвещава на писателската си кариера.
Първият ѝ роман „검은 사슴“ (Черен елен) е издаден през 1998 г. През същата година участва в Международната програма за писане на университета в Айова в продължение на 3 месеца с подкрепата на Съвета за изкуствата в Корея.
Следват книгите ѝ „Плодовете на моята жена“ (2000), „Студените ти ръце" (2002), „Огнен саламандър“ (2012), „Вегетарианката“ (2007), „Попътен вятър, върви“ (2010), „Гръцко време“ (2011), „Човешки актове“ (2014), „Бялата книга“ (2016) и др., вкл. сборници с поезия.
Хан Канг е носителка на редица литературни отличия: Награда за корейски роман на годината през 1999 г. (за новелата „Бебето Буда“); наградата на Министерството на културата за млад автор през 2000 г.; литературната награда „YiSang“ през 2005 г. (за навелата „Монголско място“); литературната награда „Dongri“ през 2010 г. (за „Попътен вятър, върви“); литературната награда „Manhae“ през 2015 г. и италианската награда „Malaparte“ през 2017 г. (за „Човешки актове“) и „Hwang Sun“ през 2015 г. (за разказа „Докато една снежинка се топи“), литературната награда „Ким Юджунг“ през 2018 г. (за новелата „Сбогом“).
През 2016 г. романът ѝ „Вегетарианката“ печели голямото международно литературно отличие – международната награда „Букър“, като и наградата „Сан Клемете“ през 2019 г. В историята младата домакиня Йонгхе сънува странни сънища с кръв и жестокост, които я карат да се отврати от месото и да стане вегетарианка. Решението ѝ води до проблеми със съпруга ѝ, който обича месото, сестра ѝ и нейния мъж, които се опитват насила да я накарат да се откаже. Това я води до опасно отчуждение от близките ѝ и от света. През 2009 г. романът е екранизиран в едноименния корейски филм получил награда на Международния филмов фестивал в Пусан.
От лятото на 2013 г. Хан преподава творческо писане в Сеулския институт по изкуствата.

## Произведения

### Самостоятелни романи
- 검은 사슴 (1998)
- 그대의 차가운 손 (2002)
- 채식주의자 (2007)
Вегетарианката, изд.: ИК „Ентусиаст“, София (2020), прев. Цветомира Векова
- 바람이 분다, 가라 (2010)
- 희랍어 시간 (2011)
- 소년이 온다 (2014)
- 흰 (2016) – мемоари

### Сборници
- 여수의 사랑 (1995)
- 내 여자의 열매 (2000)
- 사랑과, 사랑을 둘러싼 것들 (2003) – проза
- 가만가만 부르는 노래 (2007) – проза
- 노랑무늬영원 (2012)
- 서랍에 저녁을 넣어 두었다 (2013)	– поезия

### Разкази
- 내 이름은 태양꽃 (2002)
- 붉은 꽃 이야기 (2003)
- 천둥 꼬마 선녀 번개 꼬마 선녀 (2007)
- 눈물상자 (2008)

### Екранизации
- 2009 Chaesikjuuija